# Nippoleucon enoshimensis
Nippoleucon enoshimensis is een zeekommasoort uit de familie van de Leuconidae. De wetenschappelijke naam van de soort is voor het eerst geldig gepubliceerd in 1967 door Gamo.